# 猴场会议
猴场会议是1935年1月1日在贵州省瓮安县猴场（今草塘镇）召开的一次中国共产党中央政治局会议。猴场会议会址现已列为贵州省文物保护单位。
1934年12月12日，中共中央在湖南通道召开通道会议，12月18日在黎平召开黎平会议，放弃北进湘西与红二、六军团会合的计划，而改向川黔的遵义地区挺进。19日，中央革命军事委员会决定中央红军分左右两个纵队向遵义为中心的黔北进军。12月底，中央红军左路军攻占瓮安，右路军占领猴场。1935年1月1日，中共中央在猴场召开了政治局会议，讨论了红军到达遵义地区后的行动方针问题。 会议作出了《中央政治局关于渡江后新的行动方针的决定》，提出：“立刻准备在川黔边广大地区内转入反攻 ……建立川黔边新苏区根据地”的战略方针。通道会议是黎平会议的准备和先声，猴场会议则是黎平会议的继续和发展。两周之后，红军到达遵义，召开遵义会议，实现了领导层的变更。